# Rott (Hoyershausen)
Pour les articles homonymes, voir Rott.
Rott est un quartier de la commune allemande de Duingen, dans l'arrondissement de Hildesheim, Land de Basse-Saxe.

## Histoire

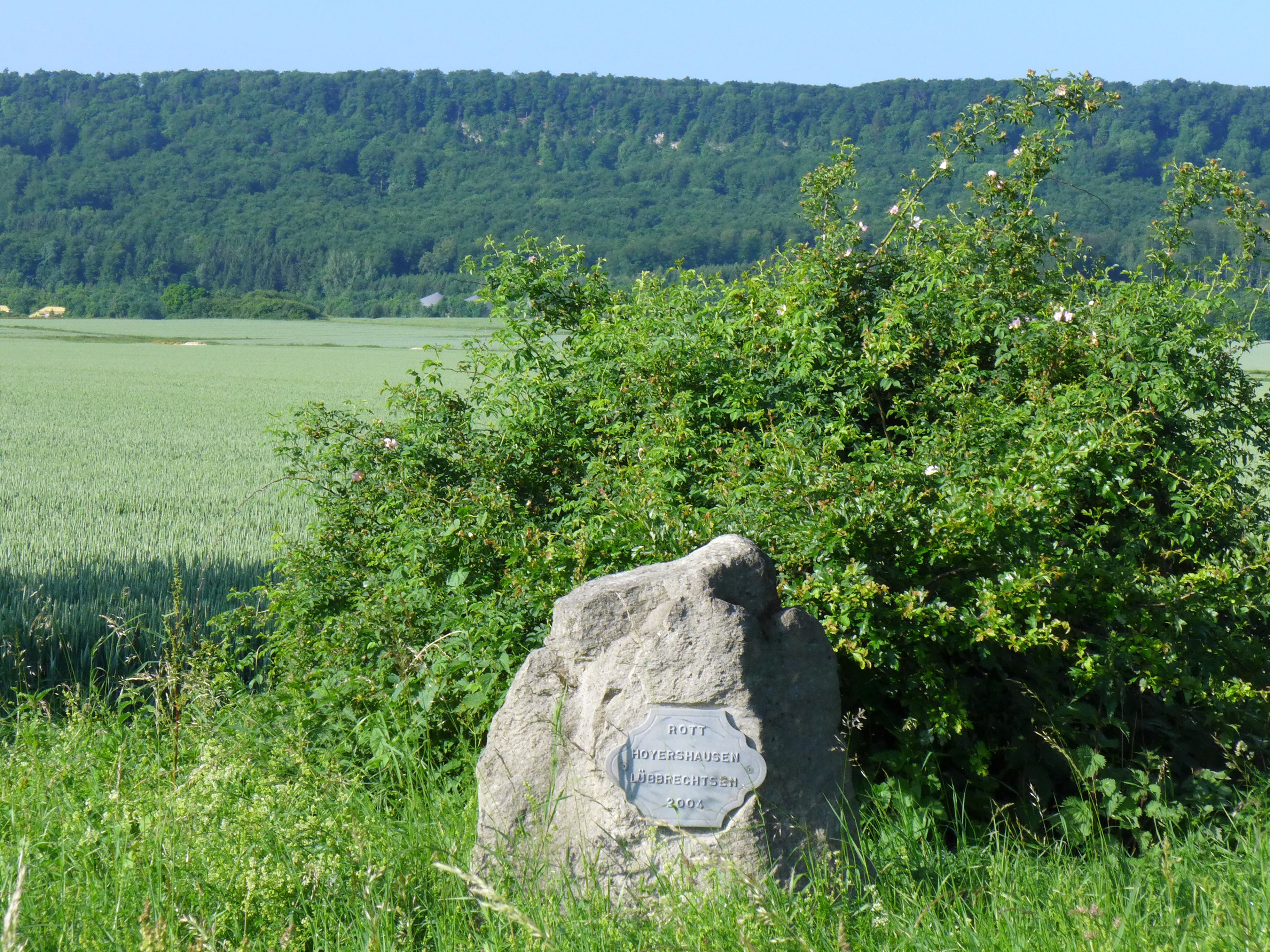
Pierre commémorative à la 30e anniversaire de la fusion des anciennes communes de Hoyershausen, Lübbrechtsen et Rott

Le 1er mars 1974, la municipalité de Rott fusionne avec celle de Hoyershausen. Le 1er novembre 2016, les communes membres de la Samtgemeinde Duingen, dont Hoyershausen, fusionnent pour former la nouvelle commune de Duingen. Le même jour, Duingen fusionne avec la Samtgemeinde Gronau (Leine).

## Source, notes et références
- (de) Cet article est partiellement ou en totalité issu de l’article de Wikipédia en allemand intitulé « Rott (Hoyershausen) » (voir la liste des auteurs).